# Eclisse (lampada)
Eclisse è una lampada progettata dal designer italiano Vico Magistretti nel 1965 per l'azienda italiana d'arredamento ed illuminazione Artemide che ha avviato la sua produzione nel 1967. Si tratta di uno dei prodotti di disegno industriale più rilevanti del XX secolo ed è divenuta uno dei simboli del design italiano nel mondo. Fa parte della collezione permanente del Triennale Design Museum di Milano, della collezione permanente del MoMA di New York ed è stata esposta in molti musei dedicati al design, all'arte contemporanea e all'arredamento di tutto il mondo. Venne premiata con il Premio Compasso d'oro nel 1967 e viene venduta ancora oggi.

## Descrizione
Si tratta di una lampada da tavolo, a luce diretta o diffusa, ma concepita anche per l'installazione a parete; il concetto, come è facile intuire, deriva dal fenomeno astronomico che si rispecchia sul progetto di Vico Magistretti non solo nel nome, ma anche nelle caratteristiche formali e tecniche della lampada stessa. La lampada infatti permette al suo utilizzatore di oscurare, a suo piacimento, la fonte di luce sovrapponendovi a scorrimento un corpo tondo pieno e quindi di regolarne il flusso luminoso; se la fonte di luce viene completamente coperta rimane solo il bagliore esterno che ricorda un'eclissi totale. Questa caratteristica non è unicamente concettuale ma anche funzionale, la lampada infatti può essere utilizzata come fonte di luce diretta o diffusa, a seconda dell'uso che ne viene fatto.
Formata da forme molto semplici, è composta da 3 semisfere: base, calotta esterna fissa e calotta interna mobile. S'ispira, sotto dichiarazione di Magistretti, alle lanterne cieche dei minatori o dei ladri. La lampada riceve subito attenzione internazionale, l'interesse le viene dato sia per l'originalità formale, sia per l'armonia estetica sia, soprattutto, per l'innovazione in campo luminoso.. Riceve il premio Compasso d'oro l'anno stesso della sua messa in produzione: 1967. La lampada è ancora in produzione, tuttavia i modelli più recenti ricevono una lieve modifica progettuale, ovvero l'inserimento di una rotella nera, per regolare il fascio di luce senza toccare direttamente la sfera interna, al fine di non scottarsi.

## Concepimento
Vico Magistretti narra che nel 1965 mentre era sulla Metropolitana di Milano stava pensando alla lanterna di Jean Valjean, descritta sul romanzo di Victor Hugo: I miserabili. La sua prima idea fu quella di creare una lampada combinando un paio di sfere, fece così uno schizzo sul retro del biglietto per non dimenticarsi il suo nuovo concetto progettuale.

## Conservazione
La lampada è conservata in molti musei di tutto il mondo. Fa parte, nella sua versione originale (senza rotella), della collezione permanente dei più importanti e i più rinomati musei dedicati al design industriale, all'arredamento e all'arte moderna e contemporanea.
Collezioni permanenti dei musei dove è presente Eclisse:
- Fondazione Studio museo Vico Magistretti, Milano;
- Triennale Design Museum, Milano;
- MoMA, New York;
- Galleria del design e dell'arredamento, Cantù;
- Metropolitan museum of art, New York;
- Denver Museum of Art, Denver;
- Israel Museum, Gerusalemme;
- Musée des arts decoratifs, Montréal
- Galleria Nazionale d'Arte Moderna (GNAM), Roma
- Museo MA*GA, Gallarate.
- Museo Omero, Ancona

## Premi
- Premio Compasso d'oro 1967
- XIV triennale milano. 1968